# Alberto Magnelli
Alberto Magnelli, född den 1 juli 1888 i Florens, död den 20 april 1971 i Paris, var en italiensk modern målare och inflytelserik inom Concrete Art-rörelsen under efterkrigstiden.

## Biografi
Magnelli började 1907 måla trots att han saknade formell konstnärsutbildning, och 1909 var han tillräckligt etablerad för att delta i Venedigbiennalen. Hans första verk var i fauvistisk stil. Magnelli anslöt sig till det florentinska avantgardet med konstnärer som Ardengo Soffici och Gino Severini. Han besökte också Paris där han träffade Guillaume Apollinaire och kubisterna inklusive Pablo Picasso, Fernand Léger och Alexander Archipenko. Under 1915 hade han tillägnat sig en abstrakt stil innehållande kubistiska och futuristiska inslag.
Under de närmast följande åren återvände Magnelli till figurativa arbete och gled bort från den italienska avantgardet, vilket blev mer positivt till fascismen, som han motsatte sig. Under 1931 hade han återvänt till abstraktion i form av concrete art med geometriska former och överlappande plan. År 1952 ritade Alberto Magnelli byggnaden Casa Astratta vid Viale Beatrice d'Este 24, som anses vara det främsta uttrycket för sammansmältningen av arkitektur och konst inom Concrete Art Movement (MAC).
Han flyttade till Paris, där han gick med i Abstraction-Création-gruppen och blev vän med Wassily Kandinsky, Jean Arp och Sophie Taeuber-Arp. Efter invasionen av Frankrike av nazisterna reste Magnelli och hans blivande fru, Susi Gerson, för att leva i Grasse med flera andra konstnärer där några i gruppen, som Gerson, var av judisk börd och tvungna att gömma sig. Trots detta kunde gruppen producera ett antal gemensamma arbeten.
Efter andra världskriget återvände Magnelli till Paris, som kom att bli hans hemort för resten av livet. Han blev en viktig figur i den efterkrigstida concrete art-rörelse och påverkade konstnärer som Victor Vasarely och Nicolas de Staël liksom concrete-konstnärerna i Sydamerika, som  till exempel Hélio Oiticica. Han ställde ut på nytt på Venedigbiennalen, den här gången med ett helt rum. Stora gallerier organiserade en retrospektiv av hans arbete.

## Större utställningar
- Venedigbiennalen (1909)
- Galleria Materassi, Florens (1921) (hans första separatutställning)
- Pesaro Gallery, Milano (1929)
- Galerie Pierre, Paris (1934) (hans första store utställning i Paris)
- Nierendorf Gallery, New York (1937) (hans första separatutställning i USA)
- René Drouin Gallery (1947)
- Venedigbiennalen (1950)
- São Paulo-biennalen (1951) (vann andra pris)
- Palace of Fine Arts, Brussels (1954) (hans första fulla retrospektiva utställning)
- Documenta II, Kassel [1955)
- Kunsthaus, Zürich (1963) (stor retrospektiv utställning för att fira hans 75-årsdag)
- Museum of Modern Art, Paris (1968)

Alberto Magnelli är representerad vid bland annat Moderna museet och Museum of Modern Art, Ateneum, British Museum, Victoria and Albert Museum, National Gallery of Victoria och Smithsonian Design Museum.